# Вибори столиці Олімпійських ігор 2010
Бажання прийняти у себе Паралімпійські та Олімпійські ігри 2010 висловили три міста. 2 липня 2003 року МОК оголосив столицю на своїй черговій сесії. Нею стала столиця Британської Колумбії — Ванкувер.

## Процес виборів
Процес вибору олімпійської столиці починається з того, що Національний олімпійський комітет (НОК) подає заявку свого міста в Міжнародний олімпійський комітет (МОК), і закінчується обранням столиці членами МОК під час чергової сесії. Процес регулюється Олімпійською хартією, як зазначено в главі 5, правилі 34.
Починаючи з 1999 року процес складається з двох етапів. Під час першої фази, яка починається відразу після закінчення терміну подання заявок, «міста-заявники» зобов'язані відповісти на низку запитань, що охоплюють теми, важливі для успіху організації ігор. Ця інформація дозволяє МОК аналізувати можливості майбутніх організаторів, сильні і слабкі сторони їхніх планів. Після детального вивчення поданих анкет і подальших доповідей, Виконавча рада МОК вибирає міста, які беруть участь у наступному етапі. Другий етап є справжньою кандидатською стадією: міста, заявки яких прийняті (далі їх називають «міста-кандидати»), зобов'язані подати другу анкету у вигляді розширеного, детальнішого кандидатського портфеля. Ці портфелі уважно вивчає Оцінювальна комісія МОК, яка складається з членів МОК, представників міжнародних спортивних федерацій, НОК, спортсменів, Міжнародного Паралімпійського Комітету та міжнародних експертів у різних галузях. Члени оцінювальної комісії потім роблять чотириденний огляд кожного з міст-кандидатів, де вони перевіряють запропоновані спортивні споруди і резюмують щодо деталей у кандидатських портфелях. Оцінювальна комісія описує результати своєї перевірки у звіті, який вона надсилає членам МОК за місяць до сесії МОК.
Сесія МОК, на якій обирають місто-організатор, відбувається в країні, яка не подавала заявку на право бути господарем Олімпіади. Вибори проводять активні члени МОК (за винятком почесних і шанованих членів), що прибули на сесію, кожен з яких має один голос. Учасники з країн, місто яких бере участь у виборах, не голосують допоки місто ще не вибуло. Голосування відбувається в кілька раундів, поки одна із заявок не набирає абсолютної більшості голосів; якщо цього не відбувається в першому турі, то заявка з найменшою кількістю голосів вибуває, і голосування повторюється. У разі рівності очок за найменшу кількість голосів, проводиться спеціальний тур голосування із якого переможець виходить до наступного раунду. Після оголошення міста-господаря делегація цього міста підписує «договір міста-господаря» з МОК, який делегує обов'язки організатора ігор місту і відповідному НОК.

### Оцінювання
8 міст розглядалися як столиця Ігор:
- Ванкувер, Канада
- Сараєво, Боснія і Герцеговина
- Хака, Іспанія
- Зальцбург, Австрія
- Пхьончхан, Південна Корея
- Харбін, Китайська Народна Республіка
- Берн, Швейцарія
- Андорра-ла-Велья, Андорра

Робоча група розділила Звіт про оцінку на чотирнадцять докладних тем і зважень. При виставленні оцінки робоча група дивилась на такі критерії як: якість, кількість, місце, концепція тощо.
| Критерії                                                | Вага | Ванкувер | Ванкувер | Сараєво              | Сараєво              | Хака    | Хака    | Зальцбург | Зальцбург | Пхьончхан      | Пхьончхан      | Харбін | Харбін | Берн      | Берн      | Андорра-ла-Велья | Андорра-ла-Велья |
| Критерії                                                | Вага | Канада   | Канада   | Боснія і Герцеговина | Боснія і Герцеговина | Іспанія | Іспанія | Австрія   | Австрія   | Південна Корея | Південна Корея | КНР    | КНР    | Швейцарія | Швейцарія | Андорра          | Андорра          |
| Критерії                                                | Вага | Min      | Max      | Min                  | Max                  | Min     | Max     | Min       | Max       | Min            | Max            | Min    | Max    | Min       | Max       | Min              | Max              |
| ------------------------------------------------------- | ---- | -------- | -------- | -------------------- | -------------------- | ------- | ------- | --------- | --------- | -------------- | -------------- | ------ | ------ | --------- | --------- | ---------------- | ---------------- |
| Урядова підтримка, юридичні питання та громадська думка | 2    | 6.0      | 8.1      | 3.4                  | 6.5                  | 6.2     | 8.6     | 6.2       | 7.8       | 5.6            | 8.0            | 7.9    | 8.9    | 4.3       | 6.7       | 3.6              | 6.0              |
| Загальна інфраструктура                                 | 5    | 5.5      | 7.0      | 1.9                  | 3.8                  | 4.3     | 6.0     | 7.1       | 8.1       | 5.3            | 7.1            | 4.4    | 6.2    | 6.4       | 7.7       | 3.9              | 5.2              |
| Sport venues                                            | 4    | 7.6      | 8.5      | 4.5                  | 6.0                  | 5.1     | 6.6     | 7.1       | 9.0       | 5.0            | 7.2            | 4.4    | 6.0    | 4.9       | 7.4       | 2.0              | 4.9              |
| Олімпійське(і) село(а)                                  | 3    | 8.0      | 9.3      | 4.2                  | 5.4                  | 4.8     | 7.2     | 4.5       | 7.5       | 4.5            | 6.7            | 5.7    | 8.1    | 3.0       | 6.0       | 3.5              | 5.6              |
| Умови довкілля і вплив на нього                         | 2    | 6.7      | 8.5      | 4.8                  | 6.7                  | 5.5     | 7.5     | 7.8       | 9.0       | 5.5            | 7.5            | 4.0    | 6.3    | 7.5       | 9.0       | 5.2              | 7.5              |
| Проживання                                              | 5    | 7.0      | 8.5      | 2.0                  | 3.0                  | 3.5     | 4.5     | 9.0       | 10.0      | 5.5            | 6.5            | 5.0    | 6.0    | 6.5       | 8.0       | 4.0              | 5.0              |
| Транспортна концепція                                   | 3    | 6.9      | 8.1      | 4.6                  | 6.4                  | 4.9     | 6.8     | 7.2       | 8.4       | 6.1            | 7.8            | 4.8    | 6.9    | 6.4       | 7.8       | 4.5              | 6.4              |
| Безпека і охорона                                       | 3    | 6.8      | 7.8      | 4.0                  | 6.0                  | 6.0     | 7.6     | 6.2       | 7.2       | 5.4            | 7.2            | 6.2    | 7.6    | 6.0       | 7.0       | 5.0              | 6.4              |
| Досвід минулих спортивних змагань                       | 3    | 7.0      | 8.3      | 3.0                  | 6.0                  | 4.7     | 7.3     | 7.0       | 9.0       | 4.7            | 7.3            | 4.0    | 6.3    | 7.0       | 8.3       | 2.0              | 5.0              |
| Фінанси                                                 | 3    | 6.4      | 7.6      | 3.4                  | 4.0                  | 6.1     | 6.7     | 6.8       | 8.0       | 5.1            | 6.0            | 5.1    | 6.0    | 6.5       | 8.0       | 4.6              | 5.2              |
| Загальний проект                                        | 3    | 7.0      | 9.0      | 3.0                  | 5.0                  | 5.0     | 6.5     | 7.0       | 8.0       | 6.0            | 7.5            | 5.0    | 6.0    | 4.5       | 6.5       | 3.0              | 4.0              |

Кандидатами стали:
- Ванкувер, Канада
- Зальцбург, Австрія
- Пхьончхан, Південна Корея
- Берн, Швейцарія

Берн провів референдум, на якому жителі висловилися проти проведення.

### Вибори

#### Результати голосування
| Результати подання заявок міст-кандидатів | Результати подання заявок міст-кандидатів | Результати подання заявок міст-кандидатів | Результати подання заявок міст-кандидатів | Результати подання заявок міст-кандидатів |
| ----------------------------------------- | ----------------------------------------- | ----------------------------------------- | ----------------------------------------- | ----------------------------------------- |
| Місто                                     | НОК                                       | 1-ий раунд                                | 2-ий раунд                                |                                           |
| Ванкувер                                  | Канада                                    | 40                                        | 56                                        |                                           |
| Пхьончхан                                 | Південна Корея                            | 51                                        | 53                                        |                                           |
| Зальцбург                                 | Австрія                                   | 26                                        | —                                         |                                           |